# آنالیز برداری
آنالیز برداری در مقابل آنالیز اسکالر قرار می گیرد.
در حالت برداری علاوه بر اندازه، جهت نیز اهمیت دارد و به همین دلیل است که به آن برداری می گویند. در این نوع آنالیز مشابه حالت نرده‌ای آن عملیات های اصلی شامل جمع، تفریق، ضرب و تقسیم تعریف می‌شود که ضرب خود به دو گونهٔ ضرب داخلی و خارجی دسته بندی می شود.